# Fosa miejska (Bydgoszcz)

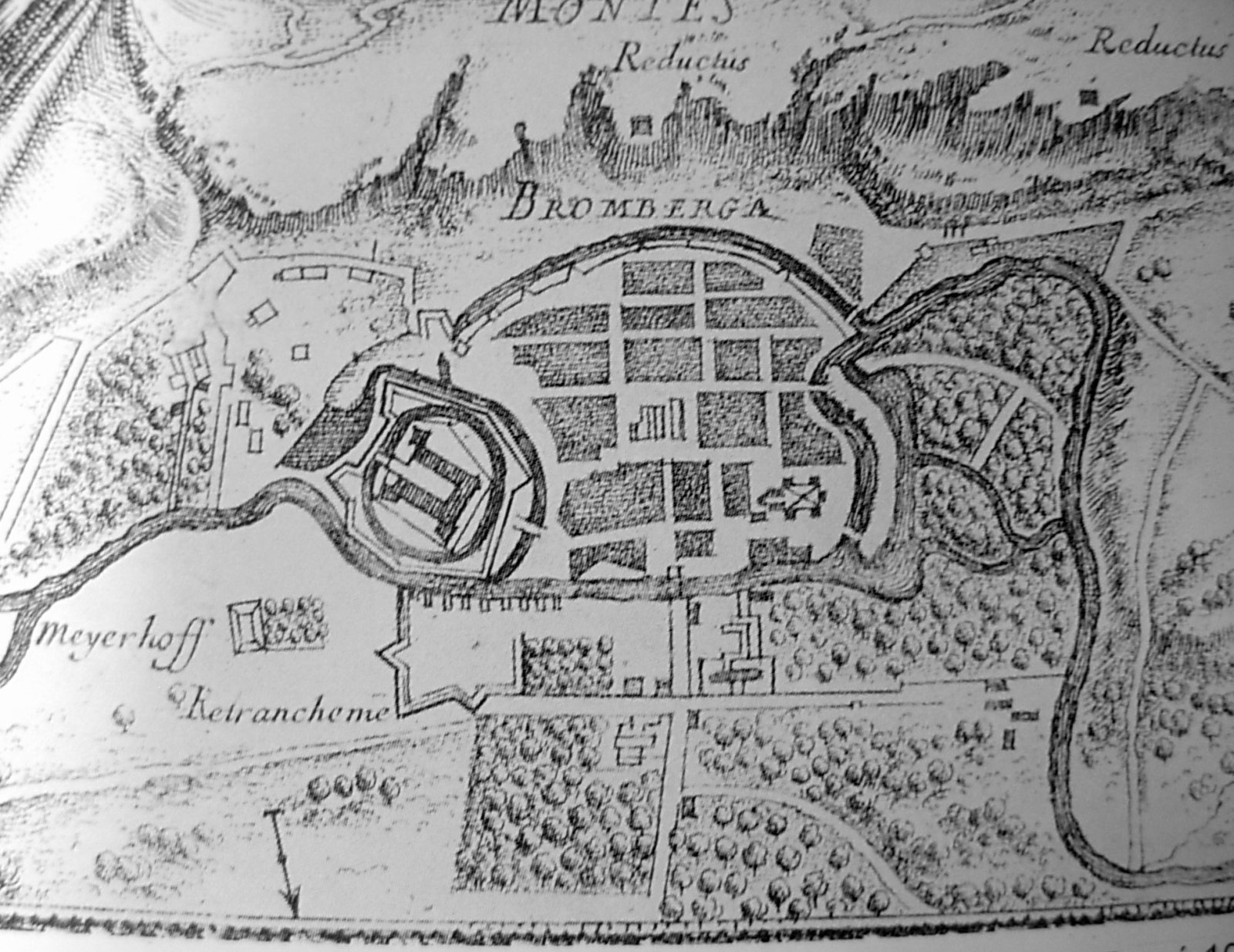
Plan Bydgoszczy Erika Dahlberga z 1657 r.

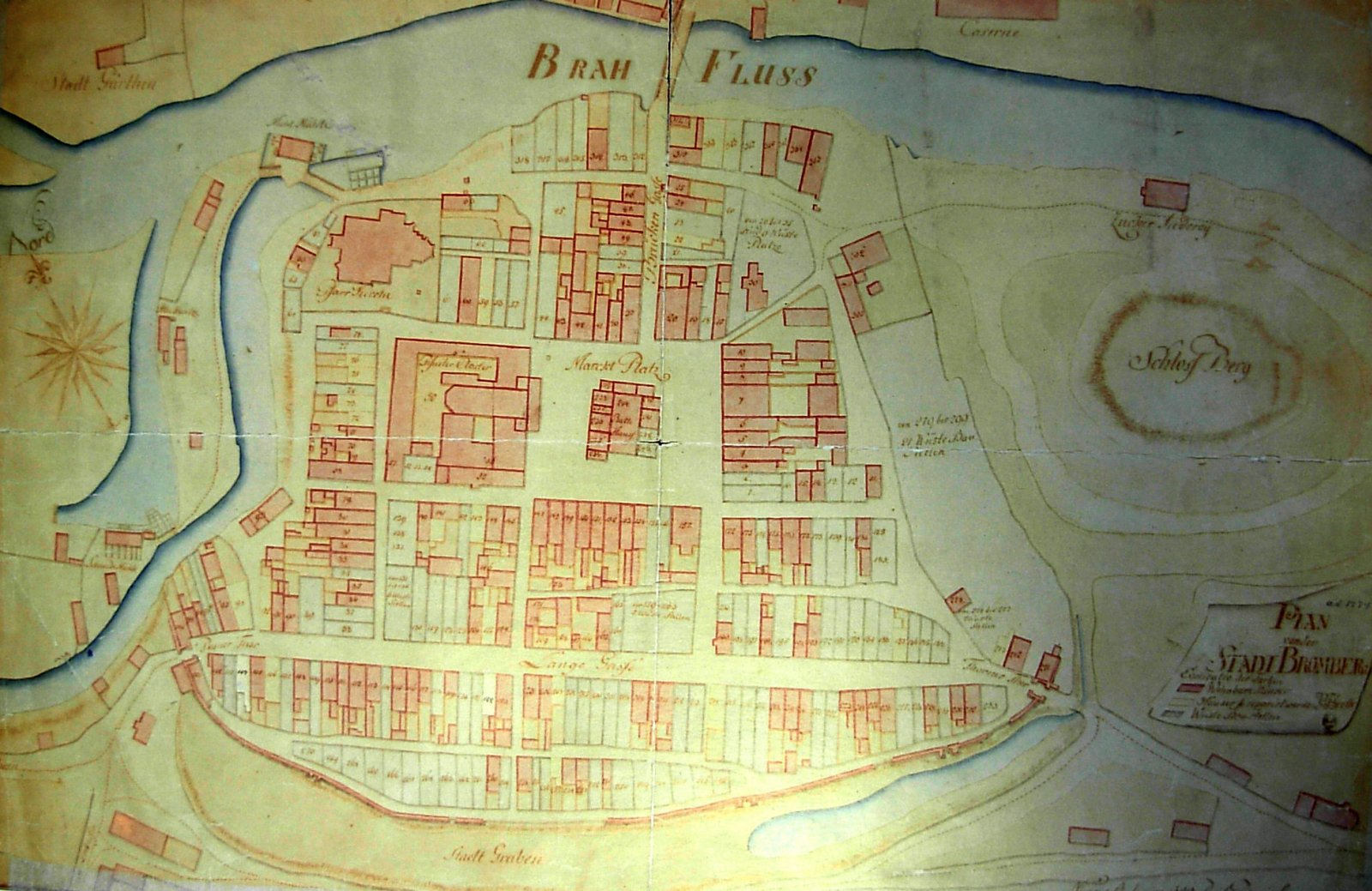
Plan Bydgoszczy Johanna Greta z 1774 r. z widocznymi resztkami fosy miejskiej

Fosa miejska – ciek wodny opływający w XIV- XIV-XVIII wieku od południa miasto lokacyjne Bydgoszczy.

## Położenie
Fosa miejska była odgałęzieniem rzeki Brdy opływającym mury miejskie Bydgoszczy. Rozpoczynała się w rejonie dzisiejszego Wełnianego Rynku, płynęła wzdłuż ul. Pod Blankami pod murami miejskimi, łączyła się z Fosą zamkową w okolicy Bramy Kujawskiej.

## Historia
Fosa miejska powstała niedługo po lokacji Bydgoszczy w 1346 roku. Była ona elementem systemu obronnego miasta. Bydgoszcz została ulokowana na półwyspie w sąsiedztwie cieków wodnych: Brdy, Młynówki i Fosy zamkowej. Jedynie kierunek południowy nie był broniony przez ciek wodny. Mieszczanie uzupełnili tę lukę prawdopodobnie w wyniku spiętrzenia wody w rzece w rejonie Wyspy Młyńskiej. W ten sposób uzyskano możliwość zasilenia wodą fosy miejskiej oraz zapewniono napęd dla młynów i innych urządzeń gospodarczych zlokalizowanych w sąsiedztwie miasta (tartak, folusze itp.)
Fosy prawdopodobnie nie trzeba było wykopywać, gdyż stworzono ją w starorzeczu Brdy. Miała ona na poszczególnych odcinkach różną szerokość: w najwęższym miejscu około 15 metrów, a w najszerszym 25-30 metrów. Fosa była wypełniona wodą prawdopodobnie do XVII wieku, chociaż niektóre źródła mówią, że nawet do wieku XVIII.  Kiedy nie było już w niej wody, stopniowo ulegała zapiaszczeniu i zasypywaniu. 
Fosę miejską w pełnej okazałości przedstawia plan i widok miasta wykonany przez szwedzkiego kwatermistrza Erika Dahlberga w 1657 r. Kolejny plan miasta wykonany przez Johanna Gretha w 1774 r. przedstawia ją jedynie częściowo nawodnioną.
W latach 1774–1800 r. fosę zagospodarowano na ogrody mieszczańskie, a w latach późniejszych w większości zniwelowano i stopniowo zabudowano.

## Pozostałości
Jedyną obecnie pozostałością po fosie miejskiej jest obniżenie terenu na wysokości  posesji przy ulicy Pod Blankami 4. 
Zachowany fragment fosy został poddany oczyszczeniu, rekultywacji w 2009 r. i oznaczony specjalną tablicą informacyjną. Obok stoją podobne tablice informujące o zachowanych w tym miejscu pozostałościach murów miejskich Bydgoszczy.